# Menachem Bello
Menachem Bello (in ebraico מנחם בלו‎?; Tel Aviv, 26 dicembre 1947) è un ex calciatore israeliano, di ruolo difensore.

## Carriera

### Club
Durante la sua carriera ha vestito solo la maglia del Maccabi Tel Aviv, per 19 anni consecutivi.

### Nazionale
Con la Nazionale israeliana ha preso parte ai mondiali del 1970.

## Palmarès

### Club

#### Competizioni nazionali
- Campionato israeliano: 5

Maccabi Tel Aviv: 1966-1968, 1969-1970, 1971-1972, 1976-1977, 1978-1979
- Coppa d'Israele: 4

Maccabi Tel Aviv: 1963-1964, 1964-1965, 1966-1967, 1969-1970, 1976-1977

#### Competizioni internazionali
- AFC Champions League: 2

Maccabi Tel Aviv: 1969, 1971